# ماكس لويس
ماكس لويس (13 يوليو 1923 في نيوزيلندا - 5 يونيو 1985) (بالإنجليزية: Max Lewis)‏ هو لاعب كريكت نيوزلندي.

## وصلات خارجية
- ماكس لويس على موقع إي آس بي آن كريك إنفو (الإنجليزية)